# Павел Манолов
Павел Манолов е български оперен певец, бас.
Роден е на 30 януари 1917 година в София. Учи в Музикалното училище при Мара Цибулка, както и при Христо Бръмбаров, а след това в Държавната музикална академия при Цветана Дякович. През този период пее в хор „Гусла“ и в хора на Софийската опера, където е приет като солист през 1946 година. През 1948 – 1952 година работи в Старозагорската опера, а след това се връща в София.
Павел Манолов умира през 1971 година.

## Избрани роли
- Кецал в „Продадена невеста“ от Бедржих Сметана
- Осмин в „Отвличане от сарая“ от Волфганг Амадеус Моцарт
- Воденичаря в „Русалка“ от Александър Даргомижки
- Дядо Недялко в „Гергана“ от Георги Атанасов
- Колин в „Бохеми“ от Джакомо Пучини
- Спарафучиле в „Риголето“ от Джузепе Верди
- Дон Базилио в „Севилският бръснар“ от Джоакино Росини
- Великия инквизитор в „Дон Карлос“ от Джузепе Верди
- Ферандо в „Трубадур“ от Джузепе Верди